# ناروتو (الموسم 5)
الموسم الخامس من ناروتو - بعنوان «المرحلة الخامسة» في اليابان - من إخراج هاياتو داتيه ومن إنتاج إستديو بيرو و‌تلفاز طوكيو. مقتبس من مانغا ماساشي كيشيموتو، ويحكي عن ناروتو وأصدقائه أثناء تأديتهم للمهام الموكلة إليهم. المسلسل المتمم لهذا الموسم هو ناروتو شيبودن والذي بدأ عرضه في 15 فبراير.
عُرض الموسم ابتداءً من 10 مايو 2006 وحتى 8 فبراير 2007 على تلفاز طوكيو. جمعت سوني بيكتشرز الحلقات في صيغة دي في دي بمجموع 10 مجلدات، كل مجلد يحتوي 4 حلقات، ابتداءً من 1 يناير وحتى 4 يوليو 2007. وبالنسبة إلى النسخة العربية، فلم يقم مركز الزهرة - القائم بأعمال الدبلجة - من إنتاج أي حلقة بعد الحلقة 151 (في الموسم الرابع) ولم يعلن عن نيته كذلك في دبلجة أي حلقات.
يحتوي الموسم على 5 شارات موسيقية اثنان منها للبداية وثلاث للنهاية. شارة البداية الأولى هي «تذكر» (Re:member) من أداء فلو (من الحلقة 184 حتى 202) لتحل محلها "التأرجح" (ユラユラ يورايورا) من أداء هارتس غرو (من الحلقة 203 وحتى الحلقة الأخيرة 220). شارة النهاية الأولى هي «قمر أصفر» (Yellow Moon) من أداء أكيبوشي (من الحلقة 184 حتى 191) والثانية هي "بينوكيو" (ピノキオ) من أداء أوري سكا باند والأخيرة هي "سيناريو" (シナリオ شيناريو) من أداء سابوتن (من الحلقة 203 وحتى الحلقة الأخيرة 220).

## قائمة الحلقات
| الإجمالي                                                                    | الإجمالي     | عنوان الحلقة | فصول المانغا | تاريخ العرض الأصلي | تاريخ العرض العربي | مرجع         |
| المسلسل                                                                     | الموسم       | عنوان الحلقة | فصول المانغا | تاريخ العرض الأصلي | تاريخ العرض العربي | مرجع         |
| حلقات مستقلة                                                                | حلقات مستقلة | حلقات مستقلة | حلقات مستقلة | حلقات مستقلة       | حلقات مستقلة       | حلقات مستقلة |
| --------------------------------------------------------------------------- | ------------ | --- | ------------ | ------------------ | ------------------ | ------------ |
| 184                                                                         | غير معلوم    | «يوم كيبا الطويل!» "إنوزوكا كيبا نو ناغا~إي إتشينيتشي" (犬塚キバのなが〜い一日) | حصرية        | 10 مايو 2006       | لم تُنتَج            | [ 5 ]        |
| 185                                                                         | غير معلوم    | «أسطورة من الورق المخفية: الأونابا!» "كونوهاغاكوري نو دِنسِتسو، أونبا وا جيتسوزاي شيتا!!" (木ノ葉隠れの伝説 オンバアは実在した!!)                                                                                              | حصرية        | 17 مايو 2006       | لم تُنتَج            | [ 5 ]        |
| 186                                                                         | غير معلوم    | «شينو الضاحك» "واراو شينو" (笑うシノ) | حصرية        | 24 مايو 2006       | لم تُنتَج            | [ 6 ]        |
| مرافقة بعثة الباعة الجائلين (行商人護衛任務 غيوشو جين غوي نينمو)            |              | |              |                    |                    |              |
| 187                                                                         | غير معلوم    | «مفتوح للعمل! خدمة الورق المتنقلة» "كايغيو!! كونوها هيكوشي سِنتا" (開業!!木ノ葉引越センター) | حصرية        | 31 مايو 2006       | لم تُنتَج            | [ 6 ]        |
| 188                                                                         | غير معلوم    | «غموض التجار المستهدَّفين» "فوكاكاي، نيراواريتا غيوشونين" (不可解 狙われた行商人) | حصرية        | 7 يونيو 2006       | لم تُنتَج            | [ 6 ]        |
| 189                                                                         | غير معلوم    | «إمداد بلا حدود لأدوات النينجا» "تشيكاسوي موجينزو نو نينغو" (地下水 無尽蔵の忍具) | حصرية        | 14 يونيو 2006      | لم تُنتَج            | [ 6 ]        |
| 190                                                                         | غير معلوم    | «البياكوغان ترى النقطة العمياء» "بياكوغان وا ميتا! جيكي تسوكاي نو شيكاكو" (白眼は見た!磁気使いの死角) | حصرية        | 21 يونيو 2006      | لم تُنتَج            | [ 6 ]        |
| 191                                                                         | غير معلوم    | «تنبؤات: الموت! مغيم مع نسبة لظهور الشمس» "شي نو سِنكوكو "كوموري توكيدوكي هاري"" (死の宣告“くもり時々晴れ”) | حصرية        | 28 يونيو 2006      | لم تُنتَج            | [ 7 ]        |
| حلقات مستقلة                                                                |              | |              |                    |                    |              |
| 192                                                                         | غير معلوم    | «صراخ إينو! الجنة الممئتلة!» "إينو زِكِّيو! بوتشاري ♥ بارادايسو" (いの絶叫! ポッチャリ♥パラダイス) | حصرية        | 5 يوليو 2006       | لم تُنتَج            | [ 7 ]        |
| 193                                                                         | غير معلوم    | «تحدي الفيفا دوجو! الشباب كله شغف!» "بيبا دوجويابوري! سيشون وا باكوهاتسو دا" (ビバ道場破り! 青春はバクハツだ) | حصرية        | 12 يوليو 2006      | لم تُنتَج            | [ 7 ]        |
| 194                                                                         | غير معلوم    | «غموض لعنة القلعة المسكونة» "كايكي، نورواريتا يوريشيرو" (怪奇 呪われた幽霊城) | حصرية        | 19 يوليو 2006      | لم تُنتَج            | [ 7 ]        |
| الوحش الثالث العظيم                                                         |              | |              |                    |                    |              |
| 195                                                                         | غير معلوم    | «الوحش الثالث الخارق!» "دايسان نو تشوجو، سايداي نو رايبارو" (第三の超獣 最大のライバル) | حصرية        | 26 يوليو 2006      | لم تُنتَج            | [ 7 ]        |
| 196                                                                         | غير معلوم    | «المواجهة الدموية المثيرة: تلميذ ضد معلم» "ناميدا نو غيكيتوتسو! نِكِّيتسو شيتيه تايكِتسو" (涙の激突! 熱血師弟対決) | حصرية        | 9 أغسطس 2006       | لم تُنتَج            | [ 8 ]        |
| مهمة استعادة مخططات قرية الورق (木ノ葉図面奪還任務 كونوها زومِن داكَّان نينمو) |              | |              |                    |                    |              |
| 197                                                                         | غير معلوم    | «أزمة! تجمع فريق 11 من الورق المخفية!» "دايبينتشي! كونوها نو جويتشي نين زِنين شوغو" (大ピンチ! 木の葉の11人全員集合) | حصرية        | 16 أغسطس 2006      | لم تُنتَج            | [ 8 ]        |
| 198                                                                         | غير معلوم    | «الأنبو يستسلم؟ ذكرى ناروتو» "أنبو مو تياغي، ناروتو نو كيوكو" (暗部もお手上げ ナルトの記憶) | حصرية        | 23 أغسطس 2006      | لم تُنتَج            | [ 8 ]        |
| 199                                                                         | غير معلوم    | «الهدف المفقود» "ماتوهازوري، ميتيكيتا هيوتيكي" (的外れ 見えてきた標的) | حصرية        | 30 أغسطس 2006      | لم تُنتَج            | [ 8 ]        |
| 200                                                                         | غير معلوم    | «المساعد القوي» "غِنيكي باريباري، سايكيو نو سوكِتُّو" (現役バリバリ 最強の助っ人) | حصرية        | 13 سبتمبر 2006     | لم تُنتَج            | [ 8 ]        |
| 201                                                                         | غير معلوم    | «فخاخ متعددة! العد التنازلي للتدمير» "تاجو تورابُّو، هوكاي نو كاونتوداون" (多重トラップ 崩壊のカウントダウン) | حصرية        | 20 سبتمبر 2006     | لم تُنتَج            | [ 9 ]        |
| حلقة مستقلة                                                                 |              | |              |                    |                    |              |
| 202                                                                         | غير معلوم    | «أعلى 5 معارك للنينجا» "هونجيتسو هابِّيو! "نينجاتاتشي نو أسي تو ناميدا نو ميشوبو بِستو 5! أوتانوشيمي نو بانغاي هِن مواروتِّبايو" سوبِشارو" (本日発表!「忍者たちの汗と涙の名勝負ベスト5! お楽しみの番外編もあるってばよ」スペシャル) | حصرية        | 27 سبتمبر 2006     | لم تُنتَج            | [ 9 ]        |
| مهمة إنقاذ ياكومو كوراما (鞍馬八雲救出任務 كوراما ياكومو كيوشوتسو نينمو)    |              | |              |                    |                    |              |
| 203                                                                         | غير معلوم    | «قرار كوريناي، مغادرة الفريق الثامن» "كوريناي نو كِتسودان، تورينوكوساريتا دايهابَّان" (紅の決断 とり残された第8班) | حصرية        | 5 أكتوبر 2006      | لم تُنتَج            | [ 9 ]        |
| 204                                                                         | غير معلوم    | «قدرة ياكومو المختومة» "نيراواريتا ياكومو، فوينساريتا نوريوكو" (狙われた八雲 封印された能力) | حصرية        | 5 أكتوبر 2006      | لم تُنتَج            | [ 9 ]        |
| 205                                                                         | غير معلوم    | «مهمة كوريناي بالغة السرية: الوعد مع الهوكاغي الثالث» "كوريناي نو غوكوهي نينمو ~ساندايمي تو نو ياكوسوكو~" (紅の極秘任務〜三代目との約束〜)                                                                                   | حصرية        | 5 أكتوبر 2006      | لم تُنتَج            | [ 9 ]        |
| 206                                                                         | غير معلوم    | «وهم أم واقع» "غِنجِستو كا غِنجيتسو كا، غوكان أو سيسورو مونو" (幻術か現実か 五感を制するもの) | حصرية        | 19 أكتوبر 2006     | لم تُنتَج            | [ 10 ]       |
| 207                                                                         | غير معلوم    | «قدرة الختم المفترضَّة» "فوجيراريتاهازو نو نوريوكو" (封じられたはずの能力) | حصرية        | 26 أكتوبر 2006     | لم تُنتَج            | [ 10 ]       |
| حلقة مستقلة                                                                 |              | |              |                    |                    |              |
| 208                                                                         | غير معلوم    | «وزن القطعة الأثرية النفيسة» "ميكي، كاتشوفوغِتسو نو أوموسا" (名器 花鳥風月の重さ) | حصرية        | 2 نوفمبر 2006      | لم تُنتَج            | [ 10 ]       |
| مهمة مرافقة غانتِتسو (丸鉄護送任務 غانتِتسو غوسو نينمو)                       |              | |              |                    |                    |              |
| 209                                                                         | غير معلوم    | «العدو: النينجا المتسربون» "تيكي وا "شينوبازو"" (敵は「不忍」) | حصرية        | 9 نوفمبر 2006      | لم تُنتَج            | [ 10 ]       |
| 210                                                                         | غير معلوم    | «الغابة المذهلة» "مايوي نو موري" (迷いの森) | حصرية        | 16 نوفمبر 2006     | لم تُنتَج            | [ 10 ]       |
| 211                                                                         | غير معلوم    | «ذاكرة ألسنة اللهب» "هونو نو كيوكو" (炎の記憶) | حصرية        | 30 نوفمبر 2006     | لم تُنتَج            | [ 11 ]       |
| 212                                                                         | غير معلوم    | «كلٌّ إلى طريقه الخاص» "سوريزوري نو ميتشي" (それぞれの道) | حصرية        | 7 ديسمبر 2006      | لم تُنتَج            | [ 11 ]       |
| مهمة البحث عن ذاكرة مِنما (メンマ記憶探索任務 مِنما كيوكو تانساكو نينمو)      |              | |              |                    |                    |              |
| 213                                                                         | غير معلوم    | «الذكريات المختفية» "أوشيناواريتا كيوكو" (失われた記憶) | حصرية        | 14 ديسمبر 2006     | لم تُنتَج            | [ 11 ]       |
| 214                                                                         | غير معلوم    | «إعادة الواقع» "توريمودوشيتا غِنجيتسو" (取り戻した現実) | حصرية        | 21 ديسمبر 2006     | لم تُنتَج            | [ 11 ]       |
| 215                                                                         | غير معلوم    | «ماضٍ يُمحَى» "كيشي ساريتاي كاكو" (消し去りたい過去) | حصرية        | 21 ديسمبر 2006     | لم تُنتَج            | [ 11 ]       |
| مهمة دعم قرية الرمل (砂隠れ支援任務 سوناغاكوري شين نينمو)                   |              | |              |                    |                    |              |
| 216                                                                         | غير معلوم    | «الشوكاكو المستهدف» "كييتا تاكومي - نيراواريتا شوكاكو" (消えた匠 狙われた守鶴) | حصرية        | 11 يناير 2007      | لم تُنتَج            | [ 12 ]       |
| 217                                                                         | غير معلوم    | «تحالف الرمال مع شينوبي الورق» "سونا نو دوميكوكو - كونوها نو شينوبي" (砂の同盟国 木ノ葉の忍) | حصرية        | 18 يناير 2007      | لم تُنتَج            | [ 12 ]       |
| 218                                                                         | غير معلوم    | «الهجوم المضاد!» "فوجيواريتا سونا، سويكو نو هانغيكي" (封じられた砂 水虎の反撃) | حصرية        | 25 يناير 2007      | لم تُنتَج            | [ 12 ]       |
| 219                                                                         | غير معلوم    | «إعادة ولادة السلاح المطلق» "يوميغايتَّا كيوكيوكو هيكي" (よみがえった究極兵器) | حصرية        | 1 فبراير 2007      | لم تُنتَج            | [ 12 ]       |
| 220                                                                         | غير معلوم    | «الرحيل» "تابيداتشي" (旅立ち) | 238          | 8 فبراير 2007      | لم تُنتَج            | [ 12 ]       |